# Schreiber Dániel
Schreiber Dániel (Tartsányi-Schreiber Dániel) (Tolna, 1894. október 24. – 1982[forrás?]) budapesti rendőrkapitány.

## Életpályája
Schreiber Dániel és Rantl Éva fiaként született. Tartsányi Jakab Sándor örökbe fogadta. A jogi egyetem elvégzése után a rendőrség szolgálatába lépett. Beutazta egész Európát, a bűntettesek világának tanulmányozása és rendszerbe foglalt ismertetése céljából. Három éven át tanított az országos rendőri szaktanfolyamokon. A korszak fővárosi rendőri szakírói közül említendő a neve, akik sokat tettek a rendőrök szakmai ismereteinek bővítéséért.
Máig is sokat emlegetett tézise:
A tettes mindig hagy hátra valamit a bűncselekmény helyszínén, mindig idéz elő valami változást.
A képzési hiányosságok megszüntetése során meghatározó jelentőségű tankönyve volt a Daktiloszkópia című könyve, amely – a huszonöt éves alkalmazás gyakorlati tapasztalatait összegyűjtve – a csendőraltiszti tanfolyamok szakirodalmát képezte. A könyv részletesen tartalmazta, amit az ujjnyomat rendszerről tudni lehetett az alapfogalmaktól a gyakorlati tevékenységig.
Nagyon érdekelte a szerencsejátékok körüli csalások feltárása, megelőzése, erről tanúskodik 1934-ben kiadott könyve, „A játékkaszinók szélhámosai“ címen.
Több mint egy évtizedig foglalkozott a budapesti főkapitányság bűnügyi osztályán a szerencsejátékokkal kapcsolatos bűncselekmények nyomozásával. 1924-ben hivatalos kiküldetéssel kapcsolatban heteket töltött Sopottban, a Keleti-tenger Monte-Carlójában, és 1928-ban hivatalos ajánlólevéllel az olasz és francia Riviéra játékkaszinóiban is.
1945 után vidékre lett kitelepítve, és Debrecenben élt. 1956-ban elhagyta Magyarországot, és Amerikában telepedett le, ahol különböző egyetemeken tartott előadásokat. Kiterjedt szakirodalmi működéséből kiemelendők önálló művei:
- A német rendőrség
- A helyszín
- Daktiloszkópia
- A szerencsejátékok szélhámosai

Felesége Német Ibolya volt, akit 1920. október 28-án Budapesten vett nőül. 1946-ban elváltak.